# Fri-Son

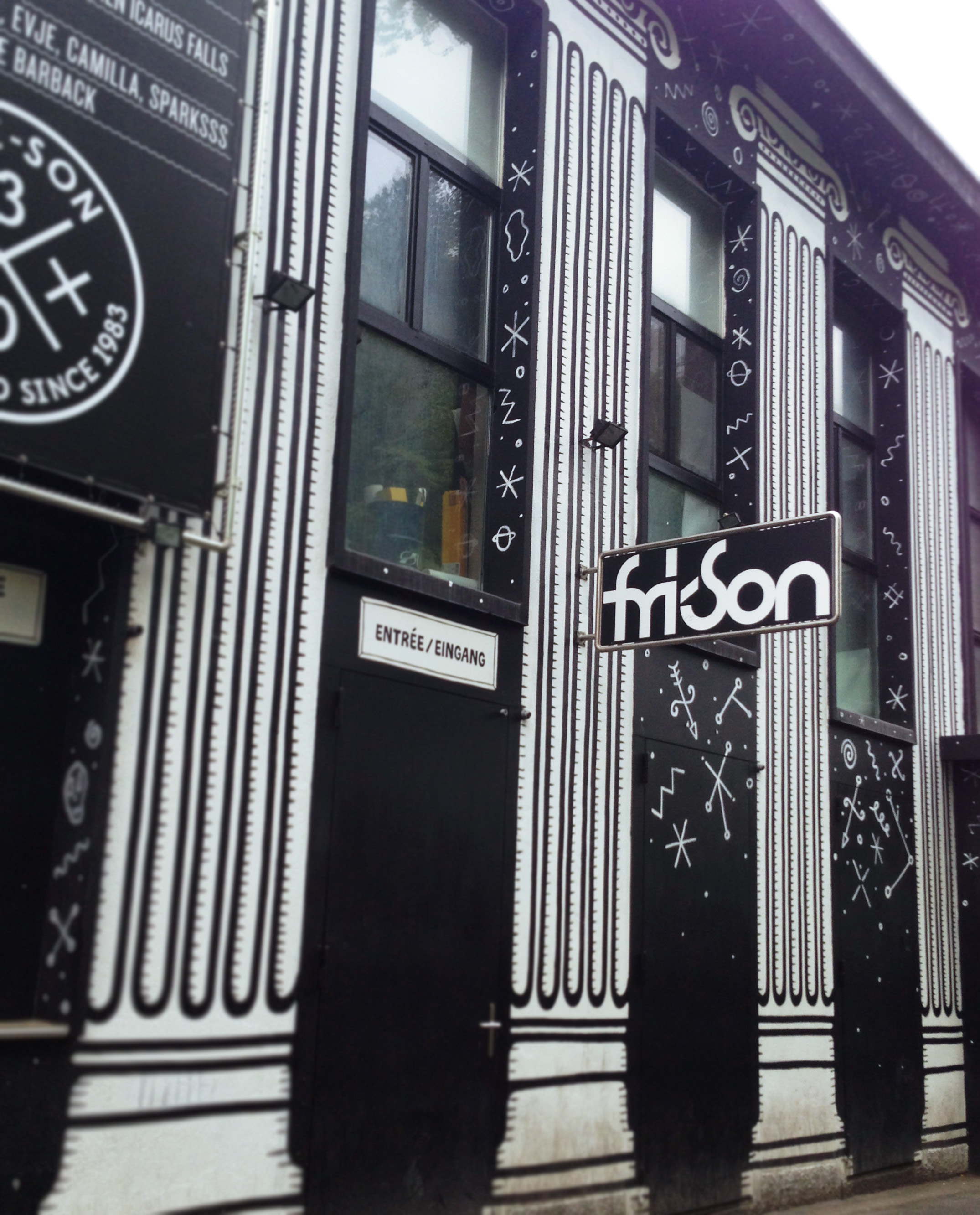
Eingang Fri-Son

Fri-Son (Fri steht für Fribourg, und Son ist Französisch und bedeutet Ton; ein Wortspiel auf frisson dt. Schauder) ist ein Musikclub in Freiburg, Schweiz. Geführt wird der Club durch einen zweisprachigen Non-Profit-Verein, der von einem von der Vereinsversammlung gewählten Komitee geleitet wird.

## Geschichte
Fri-Son wurde im Jahr 1983 gegründet und fand seinen Platz in einem ehemaligen Bürgerspital. Die ersten Veranstaltungen setzten sich vor allem aus einem Musikprogramm aus Punk-Rock, Dark Wave, Funk und Improvisationskunst zusammen. Nach Schließung durch die Behörden zog der Club im Jahre 1985 in eine alte Industriehalle mit zwei Sälen an der Rue de l'Industrie 25. Zu dem bereits vorhandenen Musikprogramm kamen andere Kunstformen wie Tanz oder Performance-Art hinzu.
1987 zog Fri-Son in das frühere Fabrikgebäude Fonderie 13 um, das heute einen grossen Saal für bis zu 1200 Personen und einen kleineren Saal namens „Bobine“ für bis zu 300 Personen sowie Büroräume beherbergt.
Im Sommer 1999 schlossen sich einige Mitglieder des Vereins Fri-Son zur Kooperative Fonderie 13 zusammen, die das Gebäude kaufte und renovierte und es seither an den Verein Fri-Son vermietet.
Neben dem Musikprogramm finden andere Veranstaltungen wie Kino-Vorführungen, Tischtennis-Turniere und Flohmärkte statt.

## Künstler
Zu den bekanntesten Musikern, die bereits im Fri-Son aufgetreten sind, zählen Angus & Julia Stone (2014), Augustines (2012, 2016), Bonaparte (2015), Bullet for My Valentine (2008, 2016), Christine and the Queens (2014), Crystal Castels (2010), Daughter (2013), The Dø (2011), Fink (2015), Foals (2010), Grizzly Bear (2009), Ingrid Michaelson (2009), James Vincent McMorrow (2014), Kadebostany (2015), Kate Tempest (2015, 2016), Korn (1997), Lilly Wood & the Prick (2010, 2013), Local Natives (2013), Machine Head (2015), Metronomy (2015), Moderat (2014), Muse (2000, 2001), Nirvana (1989), Parov Stelar Band (2013), Peter Bjorn and John (2009), Phoenix (2000, 2004), Queens of the Stone Age (2002), Stress (2003, 2007, 2009, 2015), Stromae (2011), Suprême NTM (1991), The Tallest Man on Earth (2010, 2013), The Temper Trap (2009), Tryo (2012), William Fitzsimmons (2014), Woodkid (2012) und The Young Gods (1987, 1988, 1989, 1992, 1995, 2001, 2004, 2007, 2008, 2009, 2011, 2012).